# Calliste à gorge rousse
Ixothraupis rufigula
Espèce
Statut de conservation UICN

 LC  : Préoccupation mineure
Le Calliste à gorge rousse (Ixothraupis rufigula) est une espèce de passereaux appartenant à la famille des Thraupidae. D'après Alan P. Peterson, c'est une espèce monotypique.

## Répartition
Il vit en Colombie et en Équateur.